# Уничтожить дракона в волшебном дворце
«Уничтожить дракона в волшебном дворце» (иер. трад. 魔殿屠龍, упр. 魔殿屠龙, кант.-рус.: Мо тинь тхоу лун, англ. The Hidden Power of Dragon Sabre) — гонконгский художественный фильм 1983 года, продолжение дилогии «Записки о „Следующем небу“ и „Уничтожающей драконов“» (она же «Меч Небес и сабля Дракона»), выпущенной пятью годами ранее. Фильм также известен как «Скрытая сила сабли Дракона» (англ. The Hidden Power of Dragon Sabre).

## Сюжет
Чжан Уцзи, глава секты Мин, получает меч «Следующий небу» и саблю «Уничтожающую драконов» и помещает их в штаб своей секты. Правитель Чжу Юаньчжан просит Уцзи отдать ему меч и саблю в целях поддержания стабильности в стране, на что Уцзи просит дать ему подумать. Между тем Сун Циншу, вступивший в сговор с Юаньчжаном и тайно изучивший руководство по боевым искусствам в секте Мин, совершает набеги на монгольские племена под видом секты. Представитель племён, Те Чжэнь, желает отомстить за убийство тысяч монгол главе секты. Уцзи удаётся убедить Чжэня в невиновности своей организации, однако Циншу похищает монгольскую принцессу Ка Лисы, из-за чего отношения Чжэня и Уцзи вновь осложняются. Циншу просит Чжэня принести ему меч и саблю в обмен на принцессу. В конечном итоге императорский сторонник получает оружие, а представитель монгольских племён и глава секты Мин ищут способ уничтожить противника.

## В ролях
- Дерек И — Чжан Уцзи[англ.]
- Ти Лун — Те Чжэнь
- Алекс Мань[англ.] — Сун Циншу
- Чери Чун[англ.] — Ка Лисы
- Ку Фэн — Чжу Юаньчжан
- Ло Ле — Се Сюнь[кит.]
- Лун Тяньсян[кит.] — Вэй Исяо[кит.]
- Лиэнн Лау[англ.] — Чжоу Чжижо[англ.]
- Куань Фун — страж секты Мин
- Дэн Вэйхао — левый страж секты Мин
- Юнь Пань — головорез Циншу
- Юнь Ва[англ.] — правый страж секты Мин
- Элвис Чхёй[англ.] — монах Вэйчжэнь
- Сам Лоу — посыльный

## Прокат
Первоначально «Уничтожить дракона в волшебном дворце», под альтернативным названием «Записки о „Следующем небу“ и „Уничтожающей драконов“. Часть 3» (кит. 倚天屠龍記第三集), получил релиз в тайваньском кинотеатральном прокате, проходившем с 6 по 18 августа 1983 года. Эти тринадцать дней принесли фильму «кассу» в размере 4 408 860 TW$.
Год спустя лента вышла на большие экраны Гонконга. Так, в период с 19 по 21 июня 1984 года, картина заработала там 652 164 HK$.

## Мнения критиков
«С оговорками фильм можно поставить на одну доску с предшественниками — в глобальном смысле тут нет ничего нового, но Чор Юэнь уверенно возвращается туда, где однажды уже побывал, несмотря на шестилетний разрыв (для гонконгского кино рубежа десятилетий это настоящая пропасть)», — Борис Хохлов, сайт HKCinema.ru.
«К середине 80-х годов маэстро «фехтования» Shaw Brothers Чу Юань, казалось, торговал былой славой. Уже переделав свои классические эротические «Интимные признания китайской куртизанки» (1972) в более ясную «Страсть от любви китайской куртизанки» (1984), он возглавил этот излишний, но увлекательный сиквел своего двухсерийного эпика «Меч Небес и сабля Дракона» (1978)», — Эндрю Прагасам, сайт The Spinning Image.

## Комментарии
1. ↑  Несмотря на то, что в большинстве авторитетных источников (таких как Hong Kong Film Archive[англ.], Hong Kong Movie DataBase[англ.], Chinese Movie Database, Taiwan Cinema, Douban[англ.]) годом указан 1984, правильнее считать годом выхода 1983 из-за премьеры фильма в кинопрокате Тайваня.
2. ↑  Хотя этот вариант названия распространён больше, сабле дракона (или сабле «Уничтожающей драконов») в фильме не уделяется особого внимания, о ней говорят наравне с мечом Небес (или мечом «Следующем небу»).